# Chiesa di Santa Maria Immacolata a via Veneto
La chiesa di Santa Maria della Concezione dei Cappuccini, o Nostra Signora della Concezione dei Cappuccini, è un luogo di culto cattolico di Roma situata al civico 27 di via Veneto, fatto costruire nei pressi di Palazzo Barberini da papa Urbano VIII, in onore di suo fratello Antonio Barberini che faceva parte dell'ordine dei Cappuccini, la cui tomba è tuttora conservata all'interno della chiesa di fronte all'altare maggiore. In questa chiesa si trova anche la pietra tombale del cardinale Agapito Mosca (1678-1760), e la tomba di padre Mariano da Torino.

## Descrizione

### La chiesa

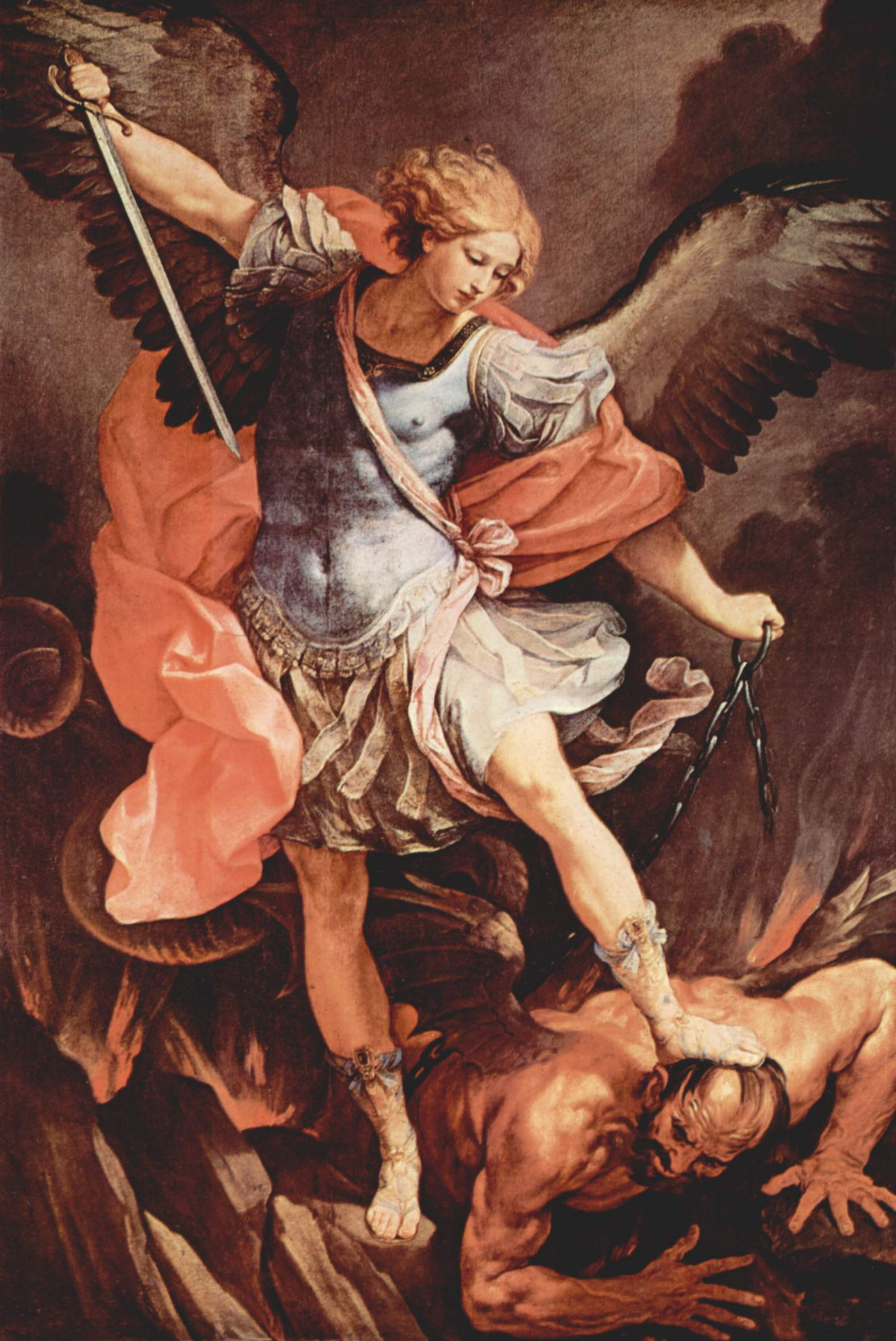
L'arcangelo Michele di Guido Reni conservato all'interno della chiesa.

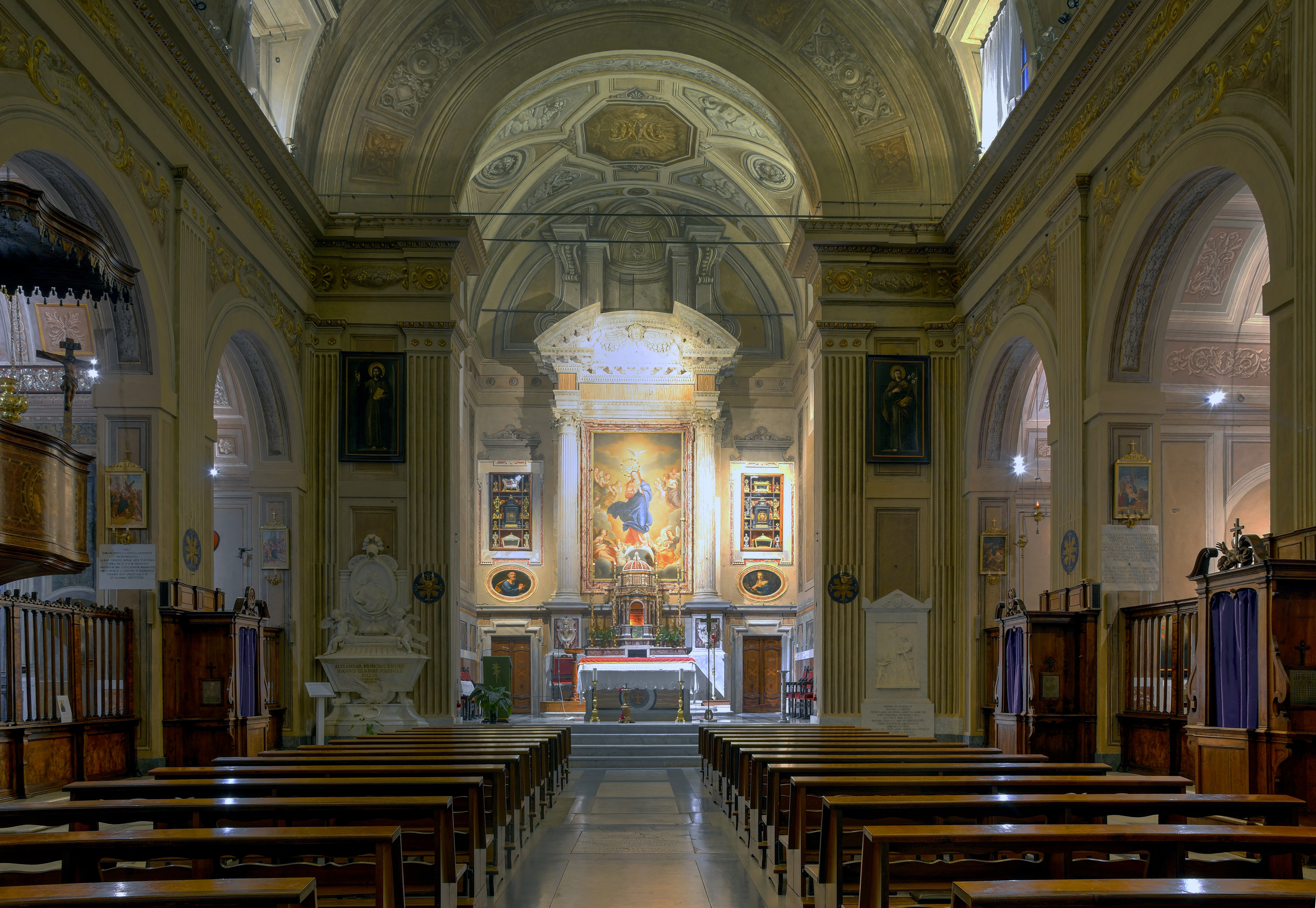
L'interno.

La chiesa fu progettata da Michele da Bergamo e costruita tra il 1626 ed il 1631. La struttura architettonica dell'edificio è costituita da una piccola navata con dieci cappelle laterali (cinque per parte), nelle quali sono conservate importanti reliquie ed opere d'arte. Vi è conservato il corpo di Felice da Cantalice e la tomba di san Crispino da Viterbo.
Importanti pitture ne adornano le cappelle, come l'Arcangelo Michele che caccia Lucifero di Guido Reni, la Natività di Giovanni Lanfranco, il San Francesco riceve le stimmate, del Domenichino, la Trasfigurazione di Mario Balassi. A sinistra dell'altare principale si trova la tomba marmorea del principe polacco Alessandro Sobieski, morto nel 1714, figlio di Giovanni Sobieski, il vincitore dei Turchi a Vienna, opera di Camillo Rusconi. La presenza della tomba fu il solo motivo che salvò il complesso dalla demolizione, poiché si pensava di abbatterlo per ristrutturare l'intera area. La volta venne affrescata nel 1796 dal pittore neoclassico Liborio Coccetti, con il tema dell'assunzione della Vergine Maria. Nella sagrestia, ora museo, son conservate diverse opere d'arte e oggetti sacri collegati ai cappuccini, tra cui spicca un quadro di San Francesco in meditazione, recentemente attribuito a Caravaggio.
Originariamente la chiesa si trovava in una zona di campagna di fronte a una piazza, e comprendeva anche un campanile e un grande convento; questi vennero abbattuti dopo l'unità d'Italia, il primo a fine Ottocento, per la costruzione di via Veneto (arteria principale della lottizzazione di Villa Ludovisi), e il secondo per creare lo spazio necessario a edificare il nuovo Ministero delle corporazioni negli anni venti (il convento fu comunque prontamente ricostruito, attiguo alla chiesa, nel 1925).

### La cripta
L'attrattiva principale della chiesa è sicuramente la cripta-ossario decorata con le ossa di circa 4000 frati cappuccini, raccolte tra il 1528 e il 1870 dal vecchio cimitero dell'ordine dei cappuccini, che si trovava nella chiesa di Santa Croce e San Bonaventura dei Lucchesi nei pressi del Quirinale. 
All'ingresso della cripta c'è scritto su una targa:
La cripta è composta da cinque piccole cappelle collegate da un corridoio; al suo interno si trovano anche alcuni corpi interi di alcuni frati mummificati con indosso le vesti tipiche dei frati cappuccini ed anche uno scheletro di un bambino sul soffitto che regge una bilancia ed una falce. 
Le cinque stanze sono caratterizzate dall'uso di una parte dello scheletro umano in particolare o un tema ciascuna (tibie, bacini, teschi, 3 scheletri e resurrezione). Le ossa si trovano spesso posizionate in modo da comporre simboli legati alla morte (clessidre, orologi, farfalle, ecc.).
La scelta di decorare la cripta con le ossa, che potrebbe apparire lugubre e macabra, è in realtà un modo di esorcizzare la morte e di sottolineare come il corpo non sia che un contenitore dell'anima, e in quanto tale una volta che essa l'ha abbandonato il contenitore si può riutilizzare in altro modo.

## Galleria d'immagini

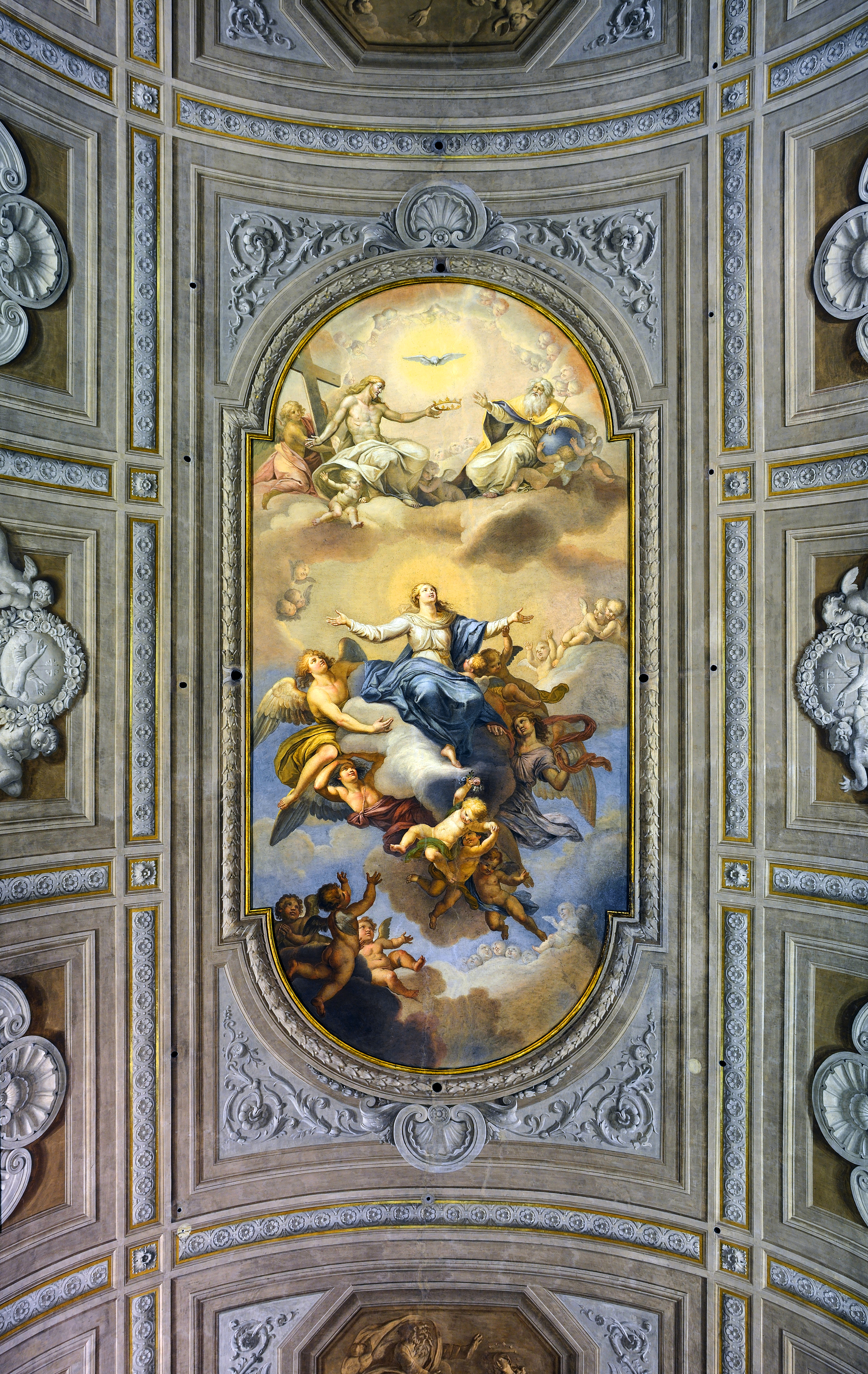
L'Assunzione di Liborio Coccetti sulla volta
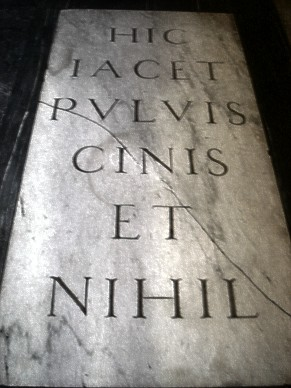
Tomba di Antonio Barberini.
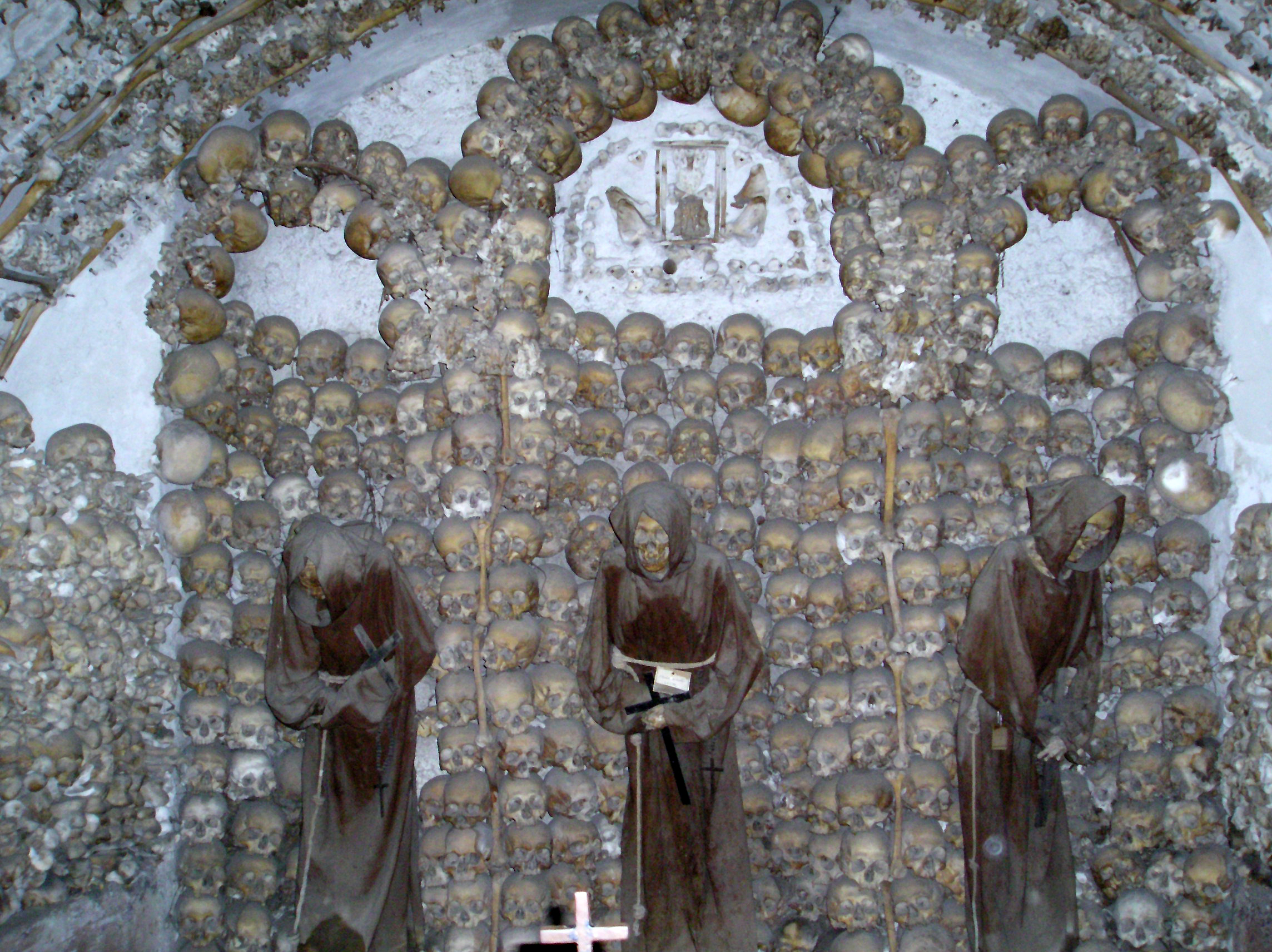
Cripta, seconda cappella.
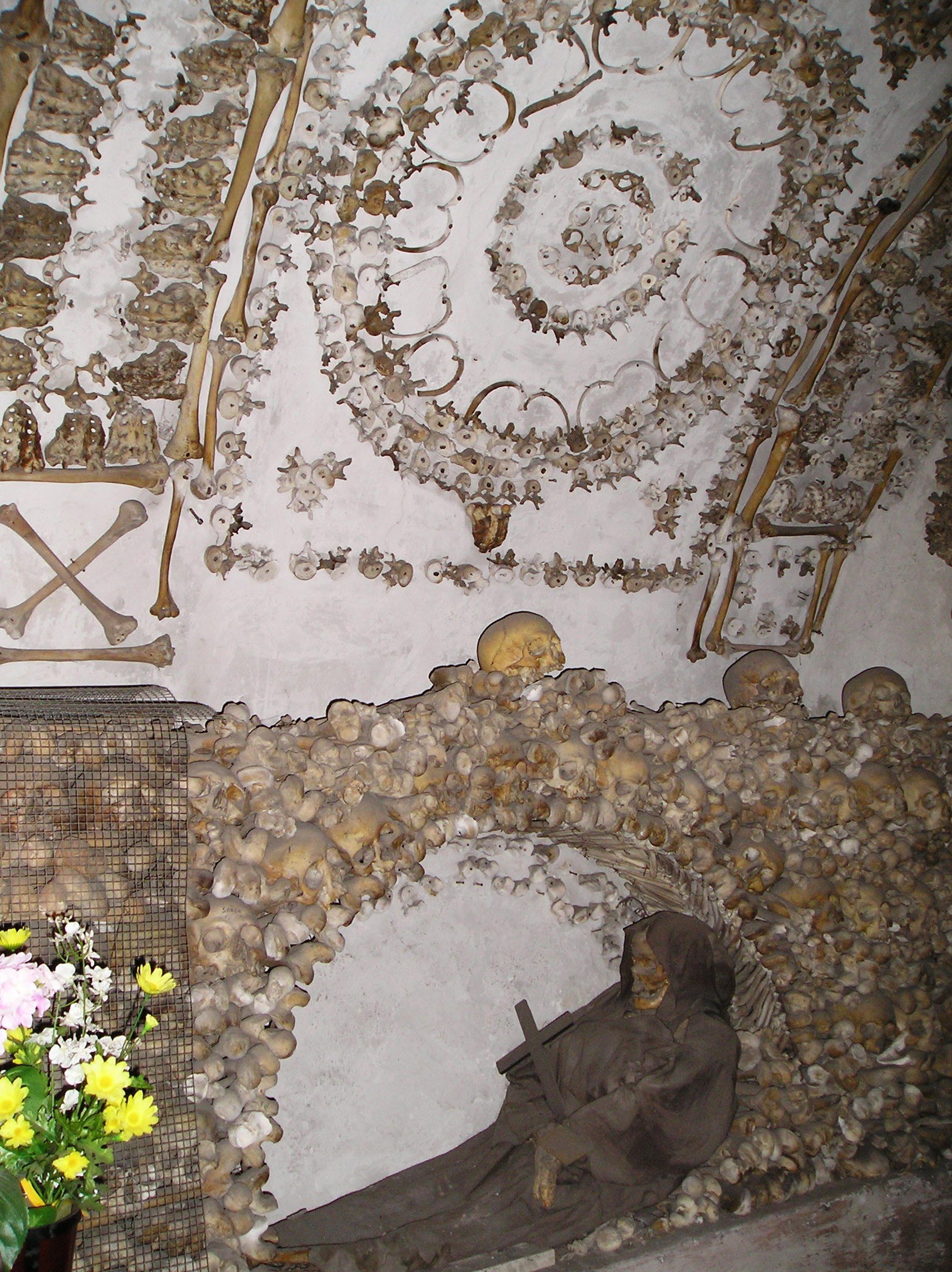
Cripta, dettaglio della seconda cappella.
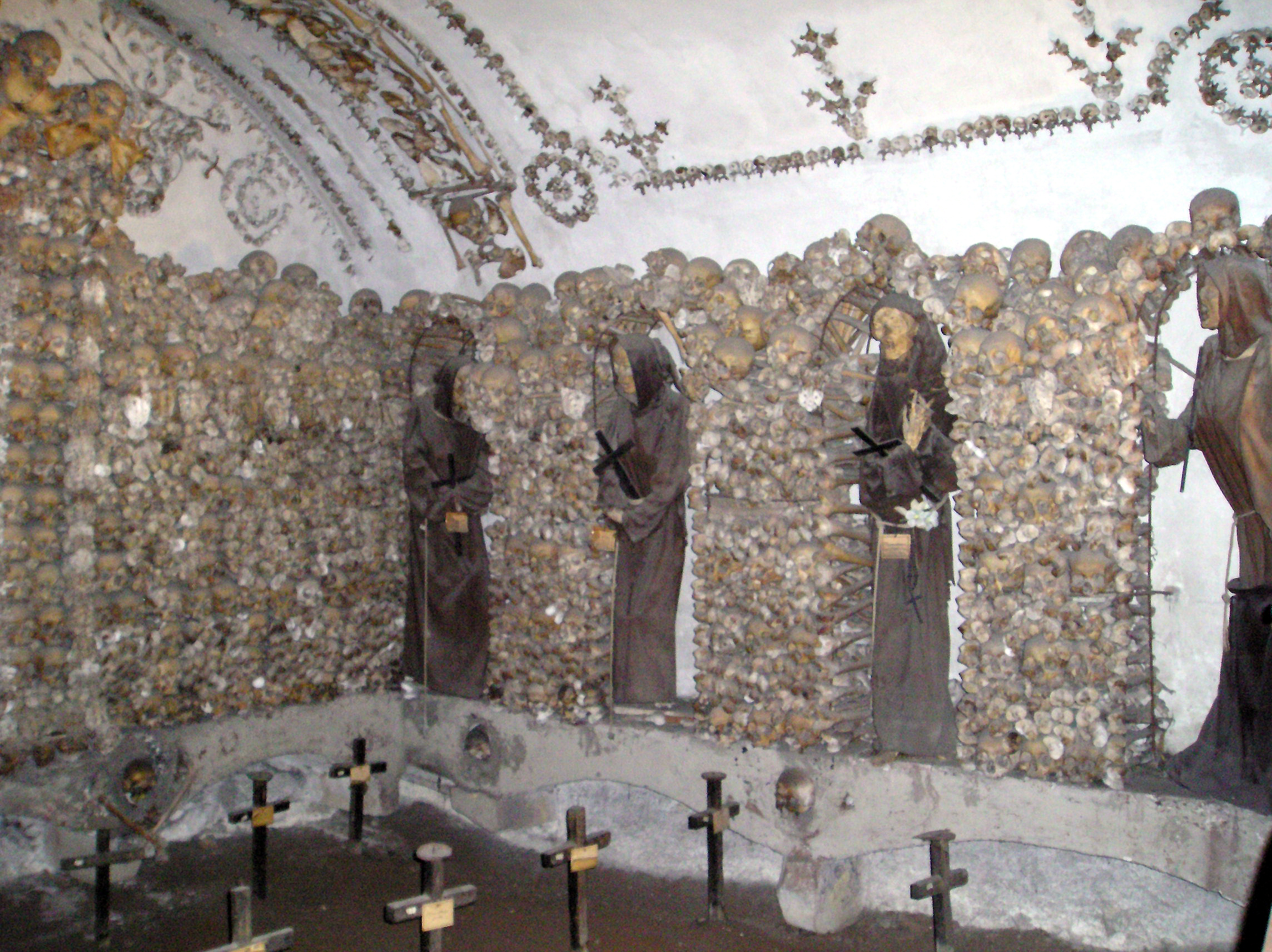
Cripta, quarta cappella.

## Monumenti analoghi
Un ossario simile nelle decorazioni esiste anche a Milano nell'Ossario della chiesa di San Bernardino alle Ossa, in Repubblica Ceca nell'Ossario di Sedlec a Kutná Hora e in Portogallo nella Capela dos Ossos a Evora.